# John Newport Langley
John Newport Langley (født 2. november 1852 i Newbury, Berkshire, død 5. november 1925 i Cambridge) var en  engelsk fysiolog.
Langley var 1884—1903 Lecturer i Cambridge, dels ved Trinity College, dels ved universitetet. Han udnævntes 1903 til professor i fysiologi. Hans studier har i særlig grad beskæftiget sig med det sympatiske nervesystems fysiologi og har gjort ham internationalt anerkendt, således også ved optagelse i det danske Videnskabernes Selskab. Fra 1894 redigerede han Journal of Physiology. 